# Alex the Astronaut
Alexandra Lynn (geboren am 3. März 1995 in Sydney, New South Wales, Australia), bekannt unter ihrem Künstlernamen Alex the Astronaut, ist eine australische Folk-Pop-Musikerin.
Ihr Debütalbum The Theory of Absolutely Nothing wurde am 21. August 2020 veröffentlicht und erreichte Platz 22 der ARIA Album’s Chart. Ihr zweites Studio-Album How to Grow a Sunflower Underwater wurde am 22. Juli 2022 veröffentlicht.
Lynn hat ihr eigenes Plattenlabel namens Minkowski Records, benannt nach dem Minkowski-Diagramm.

## Privatleben
Lynn absolvierte das Pymble Ladies' College in Sydney, bevor sie Mathematik und Physik an der Long Island University in New York studierte. Ihre Thesis schrieb sie über Sonolumineszenz. Während ihrer Zeit an der Universität spielte sie Fußball für die LIU Post Pioneers.
Lynn identifiziert sich als lesbisch. Im Mai 2021 wurde sie mit ASD diagnostiziert.

## Karriere
2017 veröffentlichte Lynn ihre Debüt-EP To Whom It May Concern, die auch die bereits veröffentlichte Single „Already Home“ enthielt.
Lynns zweite EP See You Soon, die auch die Single „Not Worth Hiding“ beinhaltete, wurde für den J Award Artist of the Year 2017 von Triple J unearthed nominiert.
„Not Worth Hiding“ kam bis auf Platz 23 der Triple J Hottest 100 und wurde als inoffizielle Hymne der „Yes“-Kampagne für gleichgeschlechtliche Ehen in Australien beschrieben.
2018 spielte sie auf dem The Great Escape Festival in Brighton und auf dem Primavera Sound Festival in Barcelona. Im November 2018 startete sie ihre erste nationale Alex the Astronaut durch Australien.
Am 8. August 2019 veröffentlichte Lynn ihre Single „I Like To Dance“.
Im Januar 2020 wurde die Single „I Think You're Great“ veröffentlicht gefolgt von der Single „Split the Sky“ im April. Die Single referenziert die Harry-Potter-Filmreihe in der Zeile in der Lynn singt „I've been colder, watching Harry Potter looking older“. Zur Veröffentlichung des Songs verfasste Lynn einen Tweet mit der Inspiration der Liedzeile, der von James Phelps und Oliver Phelps geteilt wurde, die die Weasley Zwillinge Fred und George in den Harry-Potter-Filmen spielen.
Im Mai 2020 kündigte Lynn Album The Theory of Absolutely Nothing an, das am 21. August 2020 erschien.
Am selben Tag wurde ebenfalls die Single „Caught in the Middle“ veröffentlicht.
Am 19. November 2021 wurde ihre Single „Growing Up“ veröffentlicht. Der Sequel Song „Airport“ folgte im Januar 2022. Am 3. März 2022, veröffentlichte Lynn die Single „Octopus“ und kündigte ihr zweites Studio-Album How to Grow a Sunflower Underwater an.

## Diskografie

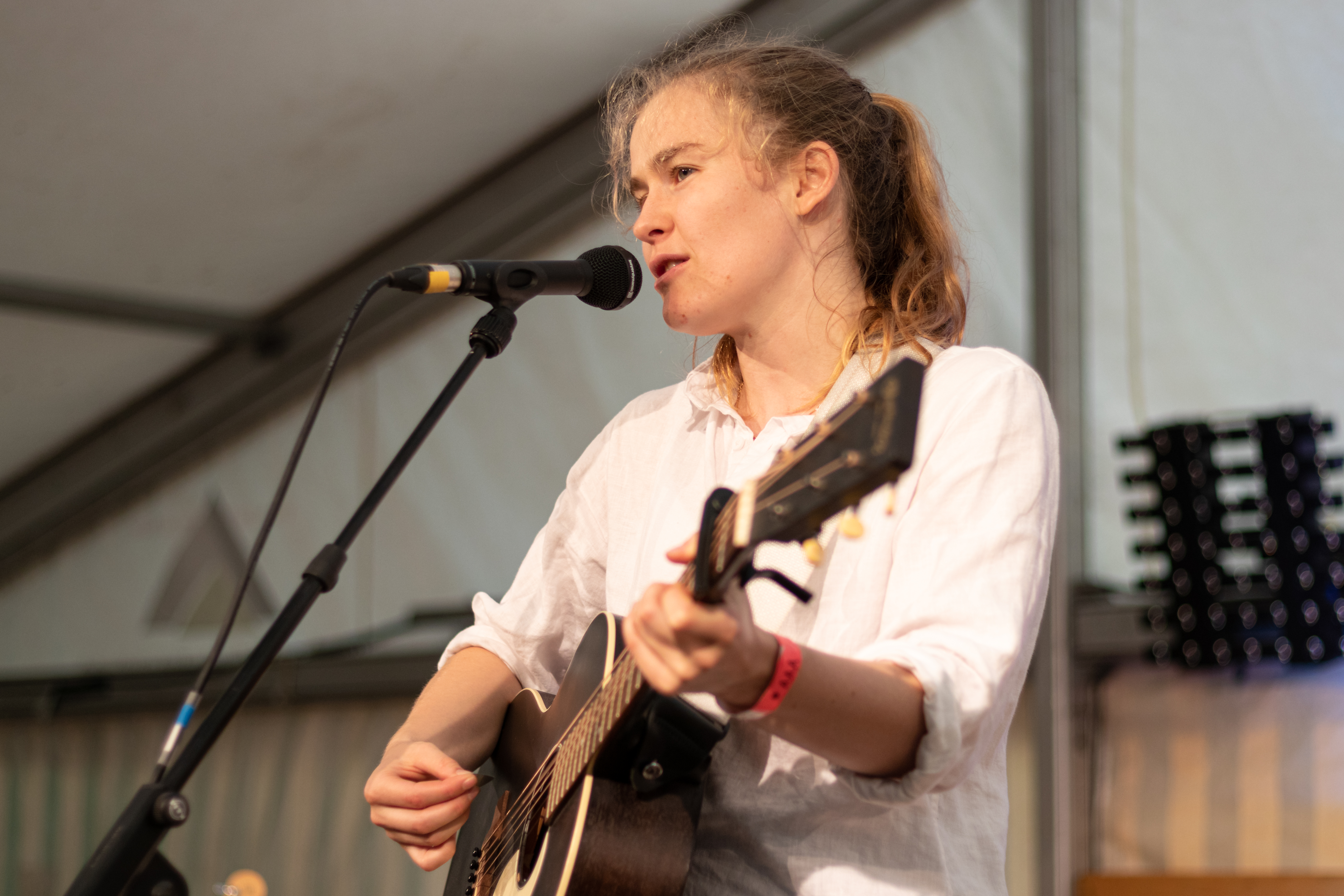
Lynn bei einem Auftritt auf dem Haldern Pop Festival 2019.

### Studioalben
| Titel                              | Details | Höchste Chartplatzierung |
| Titel                              | Details | AUS                      |
| ---------------------------------- | --- | ------------------------ |
| The Theory of Absolutely Nothing   | - Veröffentlichung: 21. August 2020 - Label: ADA, Nettwerk - Format: CD, LP, digital download, streaming        | 22                       |
| How to Grow a Sunflower Underwater | - Veröffentlichung: 22. Juli 2022 - Label: Warner Music Australia - Format: CD, LP, digital download, streaming | 47                       |

### Livealben
| Titel                               | Details                                                                                     |
| ----------------------------------- | ------------------------------------------------------------------------------------------- |
| The Space Tour Live (At Your Place) | - Veröffentlichung: 26. April 2019 - Label: Minkowski - Format: Digital download, streaming |

### EPs
| Titel                  | Details |
| ---------------------- | --- |
| To Whom It May Concern | - Veröffentlichung: 31. März 2017 - Label: Minkowski Records - Format: LP,[upper-alpha 1] digital download, streaming |
| See You Soon           | - Veröffentlichung: 6. Oktober 2017 - Label: Minkowski - Format: LP,[upper-alpha 1] digital download, streaming       |

### Singles
| Title                               | Year | Album                              |
| ----------------------------------- | ---- | ---------------------------------- |
| „Already Home“                      | 2016 | To Whom It May Concern             |
| „Rockstar City“                     | 2017 | To Whom It May Concern             |
| „Not Worth Hiding“                  | 2017 | See You Soon                       |
| „Waste of Time“                     | 2018 | Non-album single                   |
| „Happy Song“ (original or Shed mix) | 2018 | The Theory of Absolutely Nothing   |
| „I Like to Dance“                   | 2019 | The Theory of Absolutely Nothing   |
| „I Think You're Great“              | 2020 | The Theory of Absolutely Nothing   |
| „Split the Sky“                     | 2020 | The Theory of Absolutely Nothing   |
| „Lost“                              | 2020 | The Theory of Absolutely Nothing   |
| „Banksia“                           | 2020 | The Theory of Absolutely Nothing   |
| „Christmas in July“                 | 2020 | The Theory of Absolutely Nothing   |
| „Caught in the Middle“              | 2020 | The Theory of Absolutely Nothing   |
| „Growing Up“                        | 2021 | How to Grow a Sunflower Underwater |
| „Airport“                           | 2022 | How to Grow a Sunflower Underwater |
| „Octopus“                           | 2022 | How to Grow a Sunflower Underwater |
| „Haircut“                           | 2022 | How to Grow a Sunflower Underwater |
| „Ride My Bike“                      | 2022 | How to Grow a Sunflower Underwater |

| Title                                           | Year | Album            |
| ----------------------------------------------- | ---- | ---------------- |
| „Dickheads“ (Tuka featuring Alex the Astronaut) | 2020 | Non-album single |

## Awards und Nominierungen
| Tabellarische Übersicht der Auszeichnungen und Nominierungen | Tabellarische Übersicht der Auszeichnungen und Nominierungen | Tabellarische Übersicht der Auszeichnungen und Nominierungen | Tabellarische Übersicht der Auszeichnungen und Nominierungen | Tabellarische Übersicht der Auszeichnungen und Nominierungen |
| Jahr                                                         | Auszeichnung                                                 | Für                                                          | Kategorie                                                    | Resultat                                                     |
| ------------------------------------------------------------ | ------------------------------------------------------------ | ------------------------------------------------------------ | ------------------------------------------------------------ | ------------------------------------------------------------ |
| 2017                                                         | Triple J                                                     | Herself                                                      | Unearthed Artist of the Year                                 | Gewonnen                                                     |
| 2018                                                         | AIR Awards (Australian Independent Record Awards)            | See You Soon                                                 | Best Independent Album                                       | Nominiert                                                    |
| 2018                                                         | National Live Music Awards (NLMAs)                           | Herself                                                      | Best New Act                                                 | Nominiert                                                    |
| 2018                                                         | National Live Music Awards (NLMAs)                           | Herself                                                      | People's Choice – Best Live Voice of the Year                | Nominiert                                                    |
| 2020                                                         | ARIA Music Awards                                            | The Theory of Absolutely Nothing                             | Breakthrough Artist – Release                                | Nominiert                                                    |